# Umiken
Umiken (schweizertyska: Umike) är en ort i kommunen Brugg i kantonen Aargau, Schweiz. Orten var före den 1 januari 2010 en egen kommun, men inkorporerades då in i kommunen Brugg.